# إدوارد جاي لويس
إدوارد جاي لويس (بالإنجليزية: Edward J. Lewis)‏ هو شخصية أعمال أمريكي، ولد في 30 مايو 1937 في بيتسبرغ في الولايات المتحدة، وتوفي بنفس المكان في 30 نوفمبر 2006.